# Jordanus z Nemore
Jordanus z Nemore – średniowieczny matematyk. W swoim dziele Arithemica zawarł ponad czterysta twierdzeń matematycznych. Zajmował się także statyką.

## Życiorys
Niewiele wiadomo o jego życiu. Prawdopodobnie był człowiekiem świeckim, jednak przez cześć badaczy utożsamiany jest z Jordanem z Saksonii. Inni historycy odrzucają te przypuszczenie. Zginął, utopiwszy się w morzu, wracając z Ziemi Świętej.
Także kwestia jego przydomku (z Nemore) jest sporna. Mógł on wywodzić się od miejsca pochodzenia, gdyż w Europie znajdowały się wioski o zbliżonej nazwie. Są także przypuszczenia, że pochodził od przekształconego łacińskiego wyrażenia de numeri, co miałoby wskazywać na matematyczne zainteresowania Jordanusa. Fraza de Nemore po łacinie oznacza także z lasu lub może odnosić się do leśniczego.

## Osiągnięcia naukowe
Jako pierwszy podał w prawidłowy sposób warunki równowagi na równi pochyłej. Zgodnie ze współczesną terminologią możemy stwierdzić, że wartość siły równoważącej powinna być równa iloczynowi ciężaru ciała oraz sinusa kąta nachylenia równi.
Zajmował się także algebrą. Był jednym z najwcześniejszych matematyków, którzy liczby w równaniach zastępowali literami. Podawał między innymi sposoby rozwiązywania równań kwadratowych.

## Dzieła
- The Demonstratio de algorismo
- Demonstratio de minutiis
- De elementis arithmeticae artis
- Liber phylotegni de triangulis
- Demonstratio de plana spera
- De numeris datis